# 野津古墳群
野津古墳群（のづこふんぐん）は、熊本県八代郡氷川町野津・大野にある古墳群。4基が国の史跡に指定され、出土品の一部は熊本県指定重要文化財・氷川町指定有形文化財に指定されている。

## 概要
| 古墳名     | 形状       | 墳丘長 | 築造時期 |
| ---------- | ---------- | ------ | -------- |
| 物見櫓古墳 | 前方後円墳 | 62m    | 6c初     |
| 姫ノ城古墳 | 前方後円墳 | 86m    | 6c初-前  |
| 中ノ城古墳 | 前方後円墳 | 102m   | 6c前     |
| 端ノ城古墳 | 前方後円墳 | 68m    | 6c前-中  |

熊本県中央部、九州山地西麓の氷川流域平野部・八代海を望む丘陵（大野原）尾根に営造された古墳群である。前方後円墳5基（現存4基）から構成され、周辺では舟形石棺・箱形石棺数基も認められている。1993年度（平成5年度）以降に発掘調査が実施されている。
現存する前方後円墳4基は、北から姫ノ城古墳・物見櫓古墳・中ノ城古墳・端ノ城古墳で、最大規模は中ノ城古墳で墳丘長102メートルを測る。60-100メートル規模の前方後円墳が密集する点、姫ノ城古墳・中ノ城古墳で石製表飾品が出土して石製表飾品の分布域の南限をなす点で特色を示す。
この野津古墳群は、古墳時代後期の6世紀初頭-前半頃の営造と推定される。物見櫓古墳→姫ノ城古墳→中ノ城古墳→端ノ城古墳の築造順と推定され、短期間のうちに営造される。中九州地方では代表的な古墳群であり、その特色から被葬者を火君（ひのきみ、肥君）一族に推定する説が挙げられている。特に『肥後国風土記』における磐井・火君の関係と、岩戸山古墳（福岡県八女市、磐井の墓か）と本古墳群との関係を巡り、当時の政治状況を考察するうえで重要視される古墳群になる。
4基の古墳域は2005年（平成17年）に国の史跡に指定されている。なお北方の同一丘陵上では、熊本県内で最大規模の大野窟古墳（氷川町大野、122.8メートル）の築造も知られる。

## 遺跡歴
- 1900年（明治33年）、中ノ城古墳の開墾時に副葬品の出土（東京国立博物館蔵）[3]。
- 1962年（昭和37年）、天堤古墳が開墾で消滅、石製表飾品の出土[3]。
- 1964年（昭和39年）、墳丘実測調査（石人石馬研究会）[3]。
- 1972年（昭和47年）4月26日、熊本県指定史跡に指定（中ノ城古墳除く3基）[5]。
- 1993年度（平成5年度）、周堀確認調査（熊本大学法文学部考古学研究室、1994年に報告書刊行）[3][1]。
- 1994-1996年度（平成6-8年度）、史跡整備に伴う発掘調査（旧竜北町教育委員会、1999年に報告書刊行）[3][1]。
- 1995年（平成7年）3月15日、姫ノ城古墳出土石製品が熊本県指定重要文化財に指定[5]。
- 1996年（平成8年）2月14日、県史跡範囲の追加指定[6]。
- 2005年（平成17年）3月2日、国の史跡に指定[1]。

## 一覧

### 姫ノ城古墳

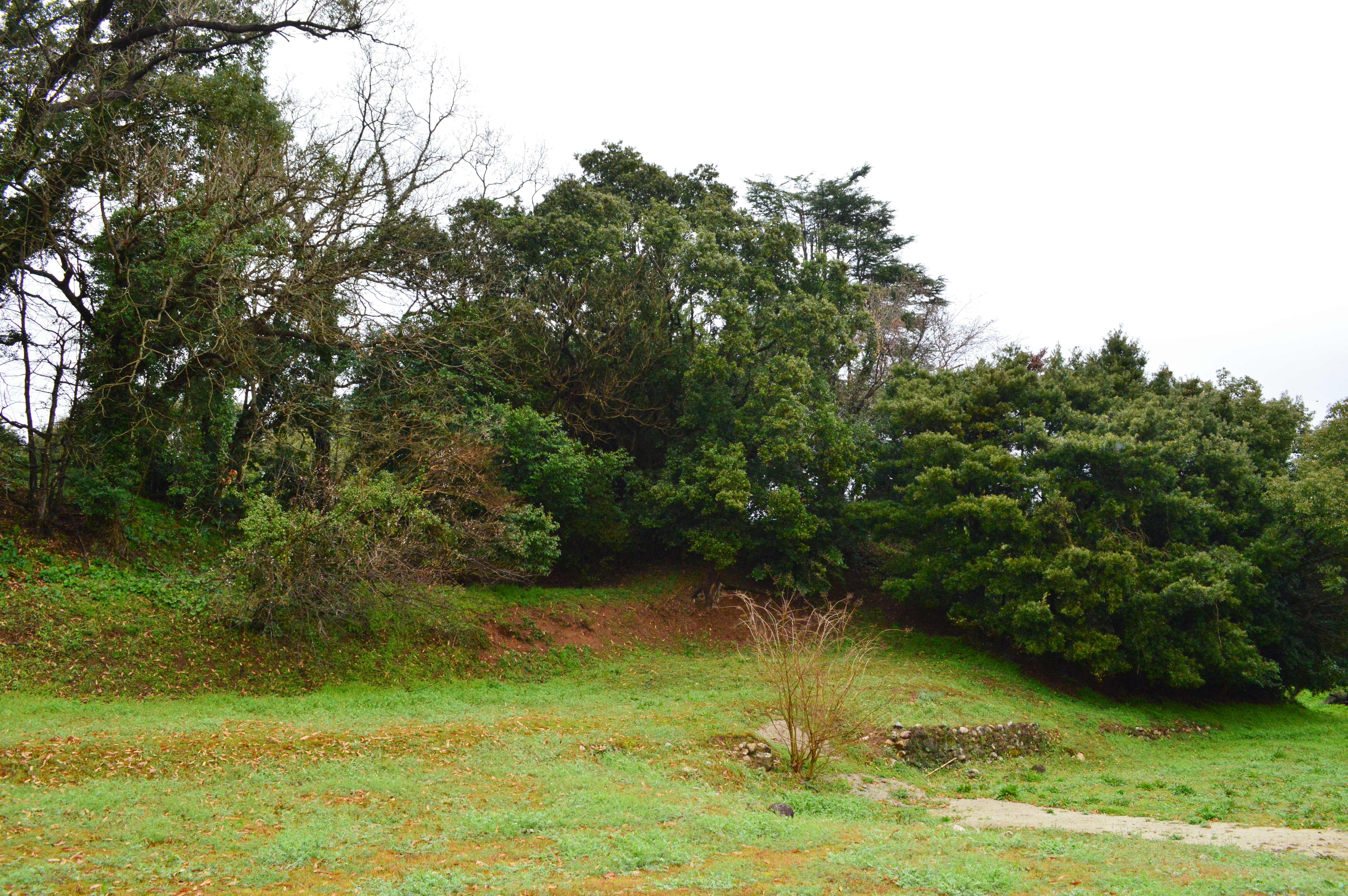
姫ノ城古墳 墳丘全景左に前方部、右奥に後円部。

姫ノ城古墳（ひめのじょうこふん、姫の城古墳）は、古墳群中で最北に位置する古墳（北緯32度33分45.90秒 東経130度41分38.00秒 / 北緯32.5627500度 東経130.6938889度）。
墳形は前方後円形で、前方部を南南西方に向ける。墳丘長は86メートルを測る。墳丘外表では葺石・埴輪のほか、石製表飾品（靫2点・蓋の笠部6点・蓋の支柱部3点・石見型盾7点など）が認められ、墳丘くびれ部では両側に造出が認められる。また墳丘周囲には周濠が認められており、周濠を含めた古墳総長は115メートルを測る。埋葬施設は明らかでないが、レーダー探査により横穴式石室と推定される。
この姫ノ城古墳は、古墳時代後期の6世紀初頭-前半頃の築造と推定される。特に石製表飾品の出土数が岩戸山古墳に次ぐ点が注目される。出土品は熊本県指定重要文化財に指定されている。

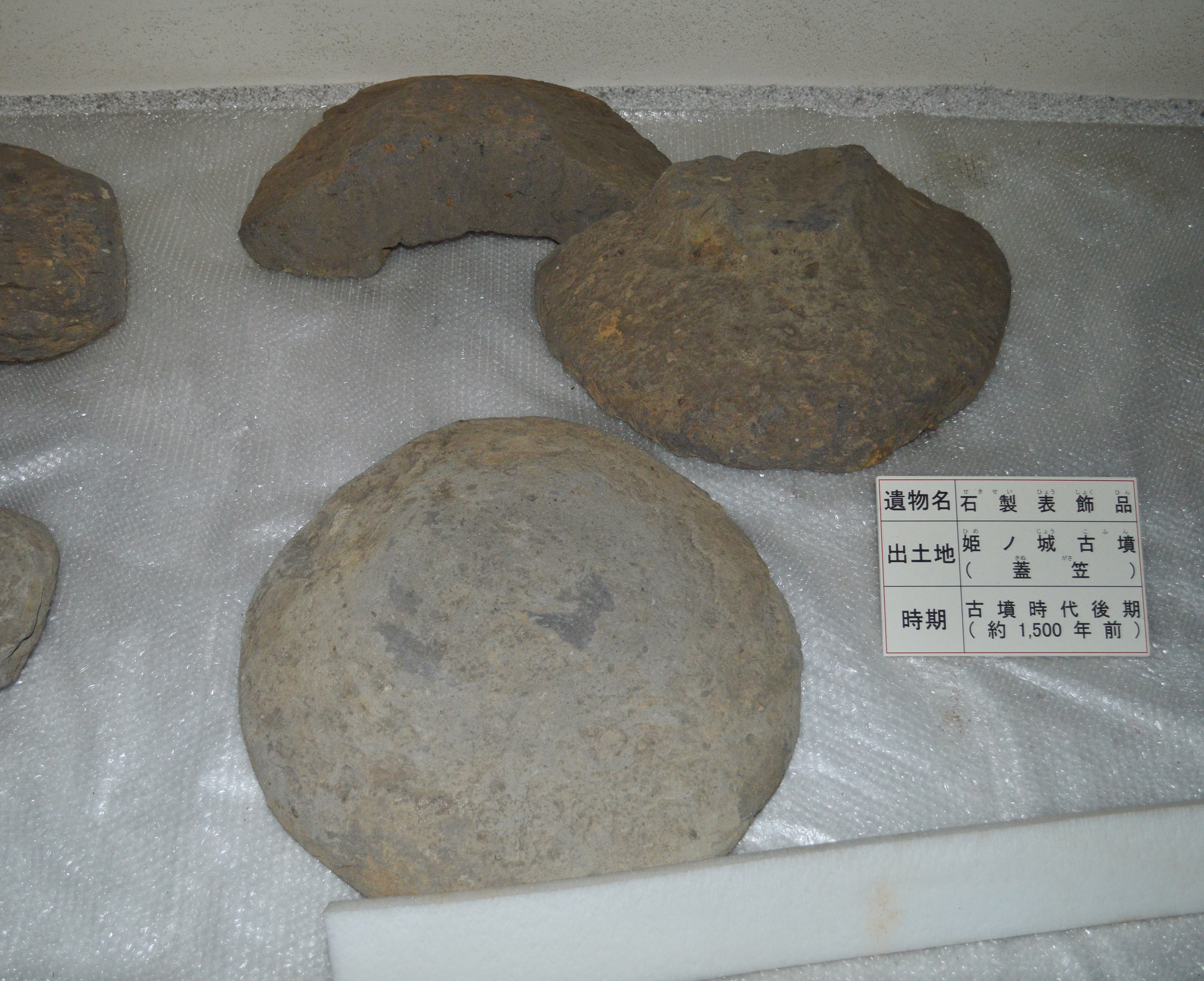
石製表飾品（蓋笠） 氷川町文化センター展示。
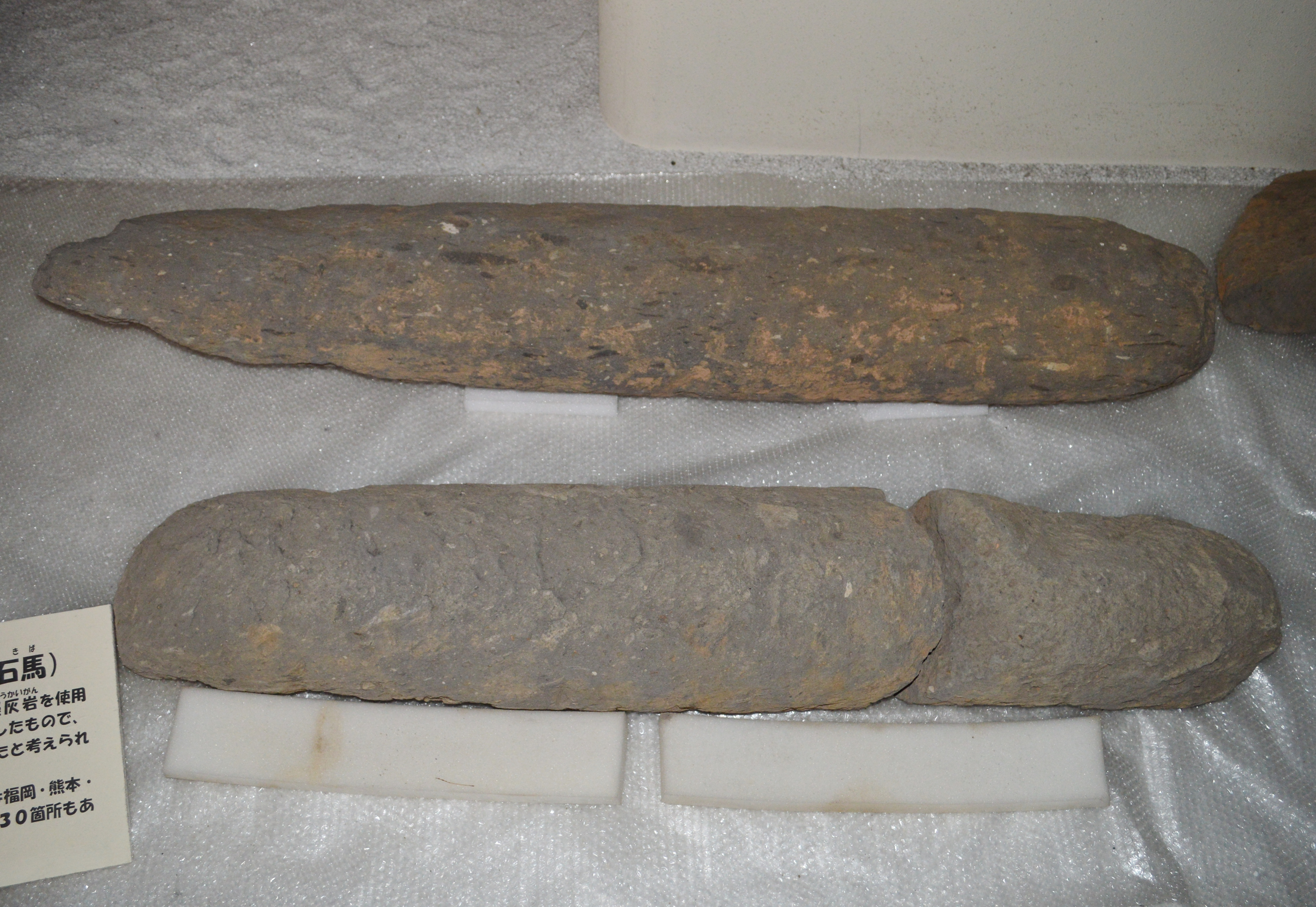
石製表飾品（蓋支柱） 氷川町文化センター展示。
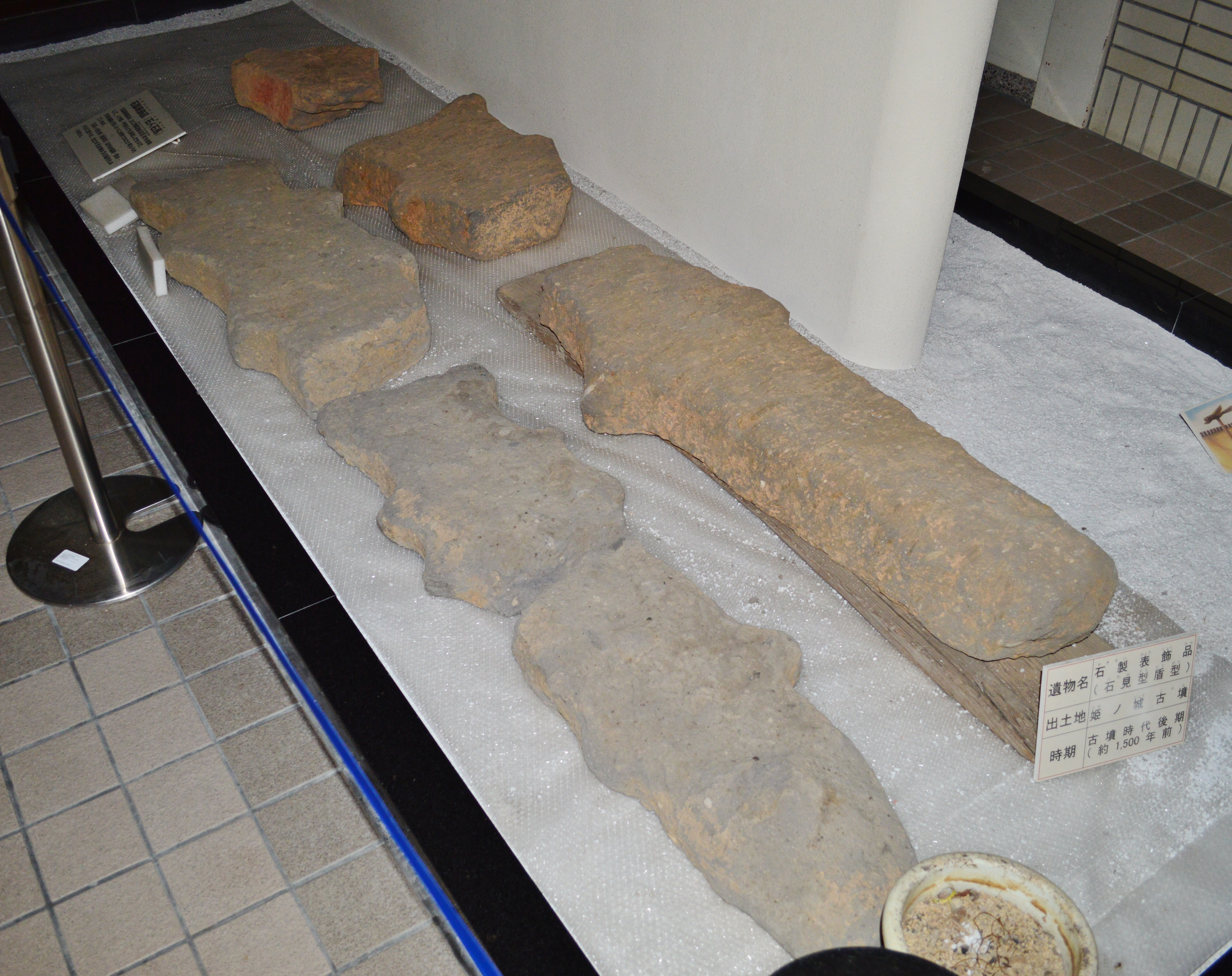
石製表飾品（石見型盾） 氷川町文化センター展示。

### 中ノ城古墳

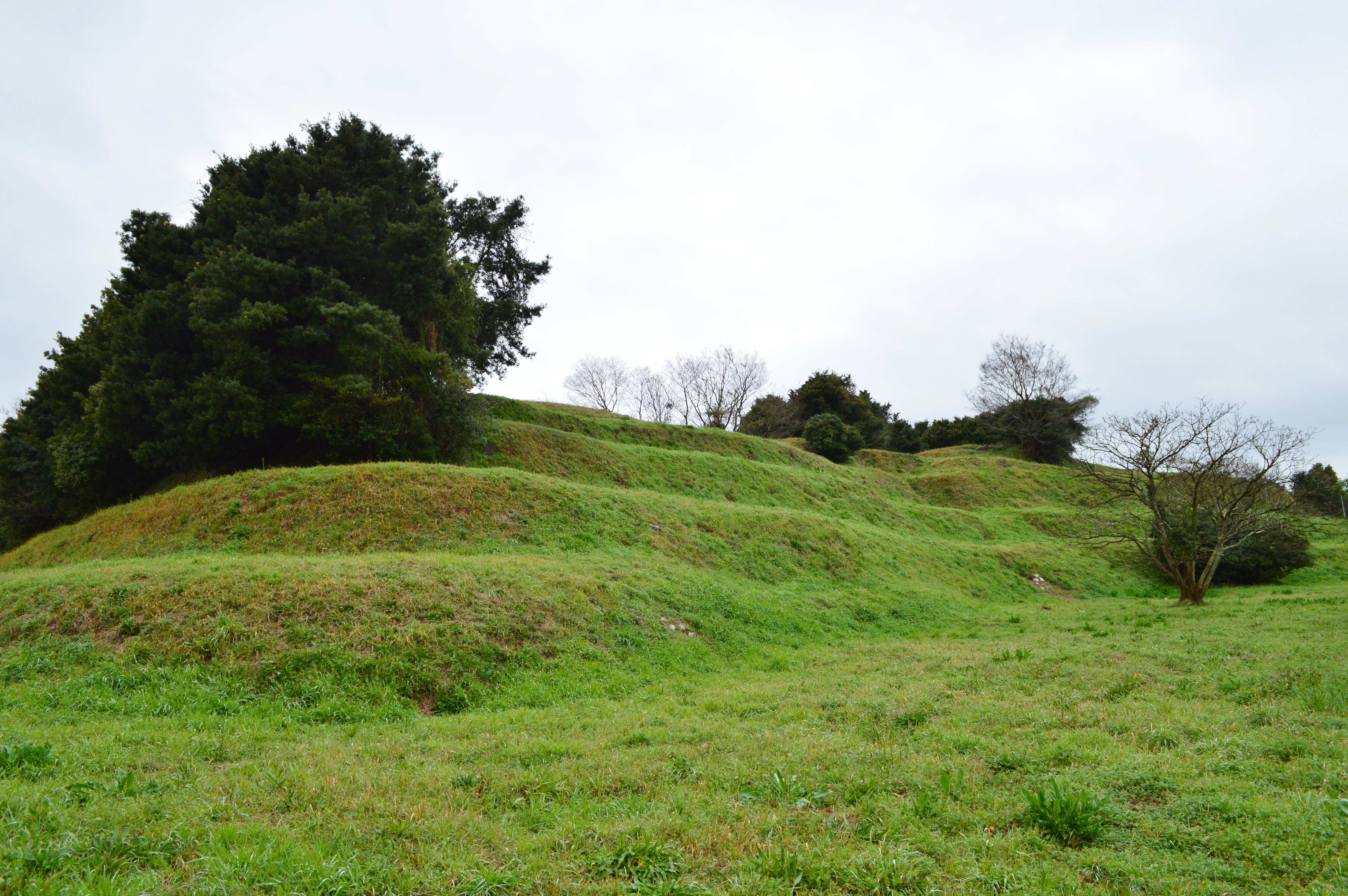
中ノ城古墳 墳丘全景左手前に前方部、右奥に後円部。

中ノ城古墳（なかのじょうこふん、中の城古墳）は、古墳群中で中央に位置する古墳（北緯32度33分37.77秒 東経130度41分35.40秒 / 北緯32.5604917度 東経130.6931667度）。明治末期に盗掘に遭っているほか、防空壕にも利用されたことで墳丘は改変を受けている。
墳形は前方後円形で、前方部を南方に向ける。墳丘は3段築成で、墳丘長は102メートル（または99メートル）を測り、古墳群中で最大規模になる。墳丘外表では葺石・埴輪（盾持人物埴輪）のほか、石製表飾品（蓋の笠1点）が認められる。また墳丘周囲には周濠が認められており、周濠を含めた古墳総長は117メートルを測る。埋葬施設は盗掘に遭っているが、石屋形を伴う横穴式石室である。副葬品として甲冑・鉄刀・馬具・ガラス玉などが検出されている。
この中ノ城古墳は、古墳時代後期の6世紀前半頃の築造と推定される。出土品は氷川町指定有形文化財に指定されている。

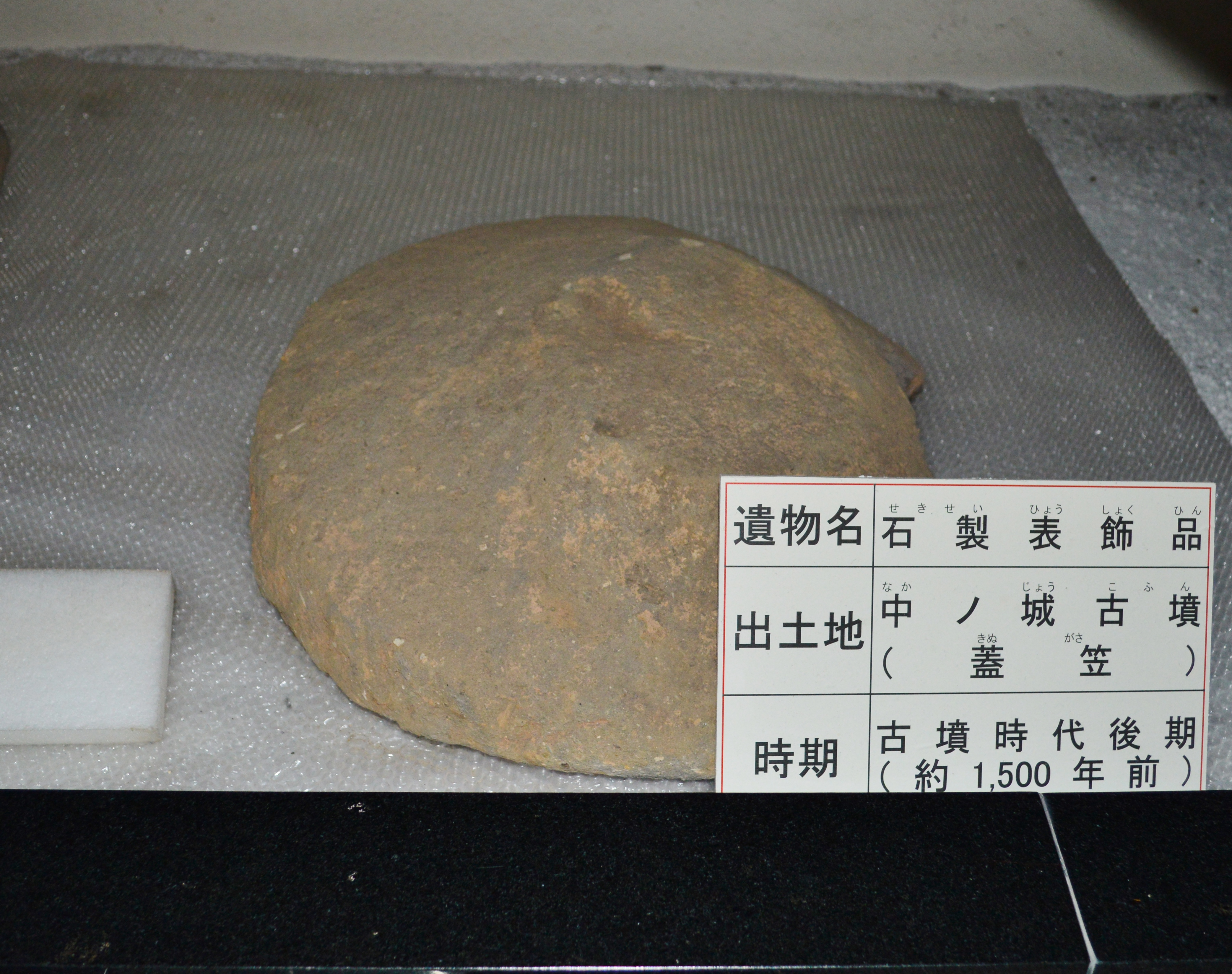
石製表飾品（蓋笠） 氷川町文化センター展示。

### 端ノ城古墳

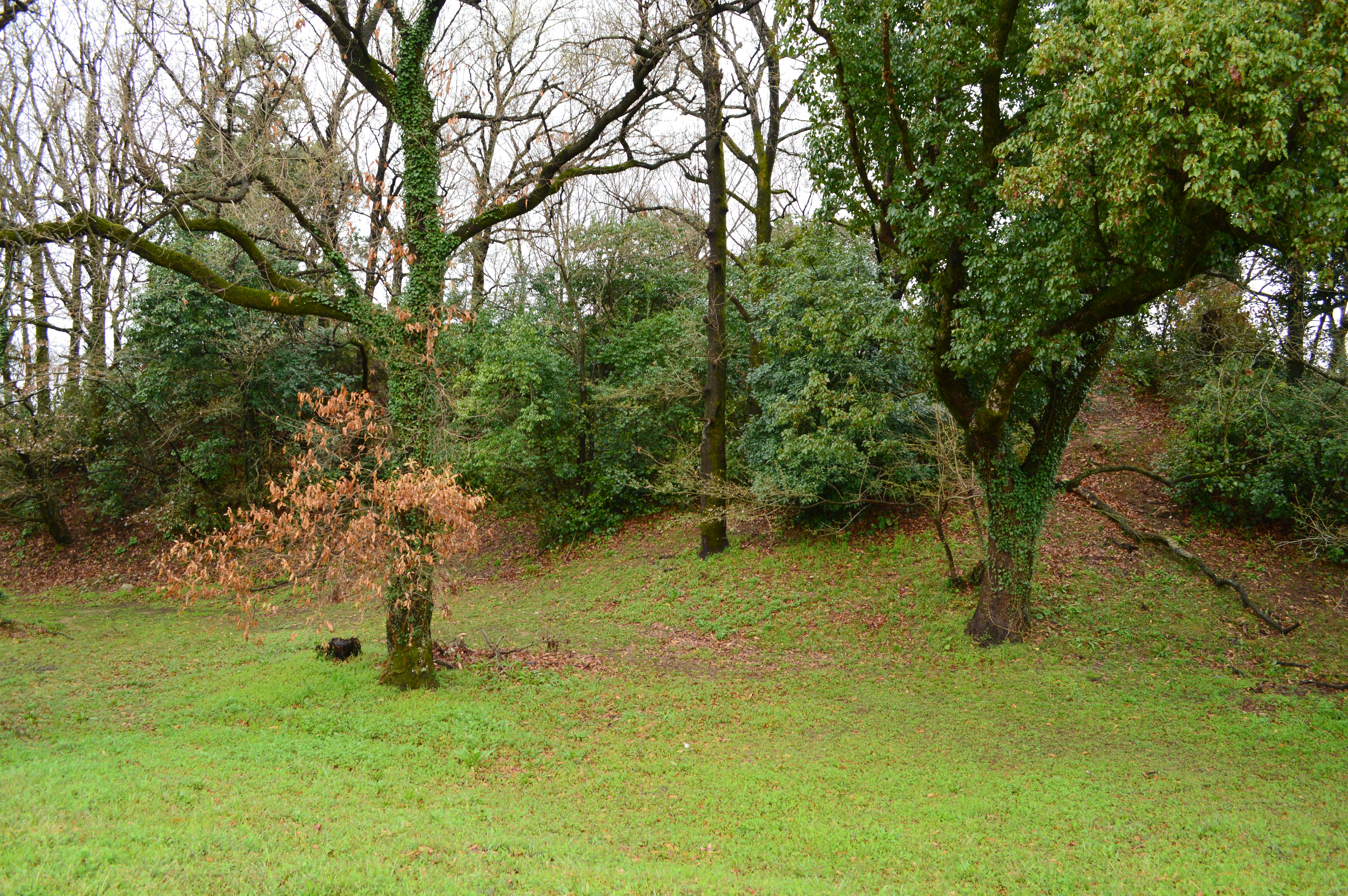
端ノ城古墳 墳丘全景右に後円部、左奥に前方部。

端ノ城古墳（はしのじょうこふん、端の城古墳）は、古墳群中で最南に位置する古墳（北緯32度33分32.37秒 東経130度41分33.05秒 / 北緯32.5589917度 東経130.6925139度）。
墳形は前方後円形で、前方部を南方に向ける。墳丘は3段築成で、墳丘長は68メートルを測る。墳丘外表では葺石・埴輪が認められる。また墳丘周囲には周濠が認められており、周濠を含めた古墳総長は80メートルを測る。埋葬施設は盗掘に遭っているが、出土石材より横口式家形石棺または石棺式石室を推測される。副葬品として鉄鏃・挂甲・胡籙・馬具・ガラス勾玉・碧玉製管玉・須恵器などが検出されている。
この端ノ城古墳は、古墳時代後期の6世紀前半-中葉頃の築造と推定される。古墳群中では最後の築造に位置づけられる。

### 物見櫓古墳

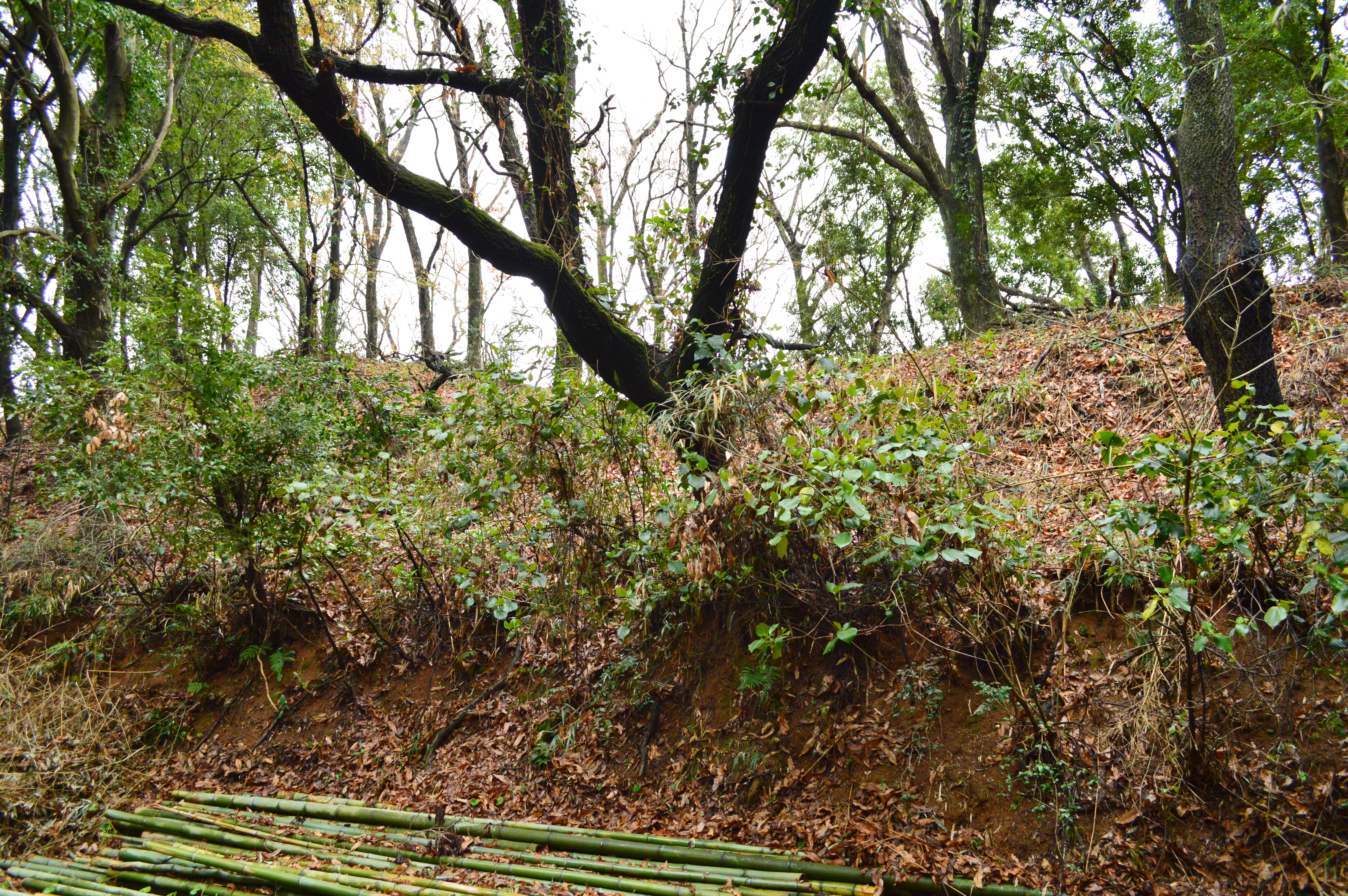
物見櫓古墳 墳丘全景右に前方部、左奥に後円部。

物見櫓古墳（ものみやぐらこふん）は、古墳群中で最西に位置する古墳（北緯32度33分43.50秒 東経130度41分28.73秒 / 北緯32.5620833度 東経130.6913139度）。
墳形は前方後円形で、前方部を南西方に向ける。墳丘は3段築成で、墳丘長は62メートル（または63.5メートル）を測り、古墳群中で最小規模になる。墳丘外表では葺石が認められるが、埴輪は認められていない。また墳丘周囲に周濠は認められていない。埋葬施設は盗掘に遭っているが、複室の横穴式石室で石室全長は約11メートルと推定される。副葬品として、鉄鏃・鉄矛・挂甲・胡籙・馬具・ヤリガンナ・ガラス玉・垂飾付耳飾などのほか陶質土器・須恵器が検出されている。
この物見櫓古墳は、古墳時代後期の6世紀初頭頃の築造と推定される。古墳群中では最初の築造に位置づけられる。出土品のうち特に金製垂飾付耳飾・陶質土器は、朝鮮半島との交流を示すものとして注目される。出土品は氷川町指定有形文化財に指定されている。

### 天堤古墳
天堤古墳（あまづつみこふん）は、古墳群中にあった古墳。1962年（昭和37年）にミカン園造成により消滅している。小型の前方後円墳であったという。

## 文化財

### 国の史跡
- 野津古墳群 - 2005年（平成17年）3月2日指定[1]。

### 熊本県指定文化財
- 重要文化財（有形文化財）
  - 姫ノ城古墳出土石製品 18点（考古資料） - 1995年（平成7年）3月15日指定[5]。

なお野津古墳群が1972年（昭和47年）4月26日に熊本県指定史跡に指定され（中ノ城古墳除く）、1996年（平成8年）2月14日には県史跡範囲の追加指定がなされていたが、2005年（平成17年）3月2日の国の史跡への指定に伴い指定解除されている。

### 氷川町指定文化財
- 有形文化財
  - 物見櫓古墳出土品（考古資料）[5]
  - 中ノ城古墳出土品（考古資料）[5]

## 関連施設
- 氷川町ウォーキングセンター（氷川町大野、竜北公園内） - 野津古墳群の出土品を展示。
- 氷川町文化センター（氷川町島地） - 野津古墳群の出土表飾石製品を展示。

## 関連文献
（記事執筆に使用していない関連文献）
- 熊本大学考古学研究室 編『野津古墳群』竜北町、1994年。
- 『野津古墳群II（竜北町文化財調査報告書 第1集）』竜北町教育委員会、1999年。